# Gundel
Gundel è un famoso ristorante che si trova nel Városliget di Budapest.

## Storia
Nel 1910 il famoso ristoratore Károly Gundel, insieme a suo figlio János, prese in gestione un ristorante chiamato Wampetich risalente al 1894. Nel locale Gundel creò uno stile lussuoso che ne aumentò la popolarità internazionale.
Nel 1939 il ristorante si occupò del catering per il contingente ungherese alla Fiera Mondiale del 1939 a New York. Nel 1949 il ristorante venne nazionalizzato e gestito dalla compagnia statale degli Hungar Hotels, per poi essere riaperto dagli americani Ronald Lauder e George Lang nel 1992. I consulenti Adam Tihany e l'artista grafico Milton Glaser ne hanno curato la progettazione.

## Cucina
Uno dei piatti caratteristici di Gundel è la Gundel palacsinta, una palacinta con un ripieno a base di rum, uva passa, noci e scorza di limone, servita con una salsa al cioccolato. Gundel afferma anche di aver creato la zuppa Palóc, una zuppa che voleva essere "come il gulasch... ma non il gulasch", secondo il sito web di Gundel.